# Carl von Effner

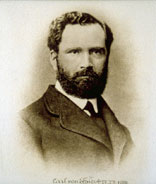
Retrato, fotografía c. 1880.

Carl von Effner, también  Karl von Effner, Carl Joseph von Effner o Carl Effner (el joven) (Múnich, Alemania, 10 de febrero de 1831-ibíd., 22 de octubre de 1884) fue un jardinero de la corte bávara, después Königlich Bayerischer Hofgärtendirektor ("Director de Jardines de la Real Corte Bávara") y paisajista.

## Antecedentes familiares
Carl von Effner era un descendiente de la familia Effner, quienes durante muchos años fueron jardineros al servicio de la real corte bávara. Era bisnieto del distinguido arquitecto y constructor Joseph Effner (1687-1745).

## Biografía

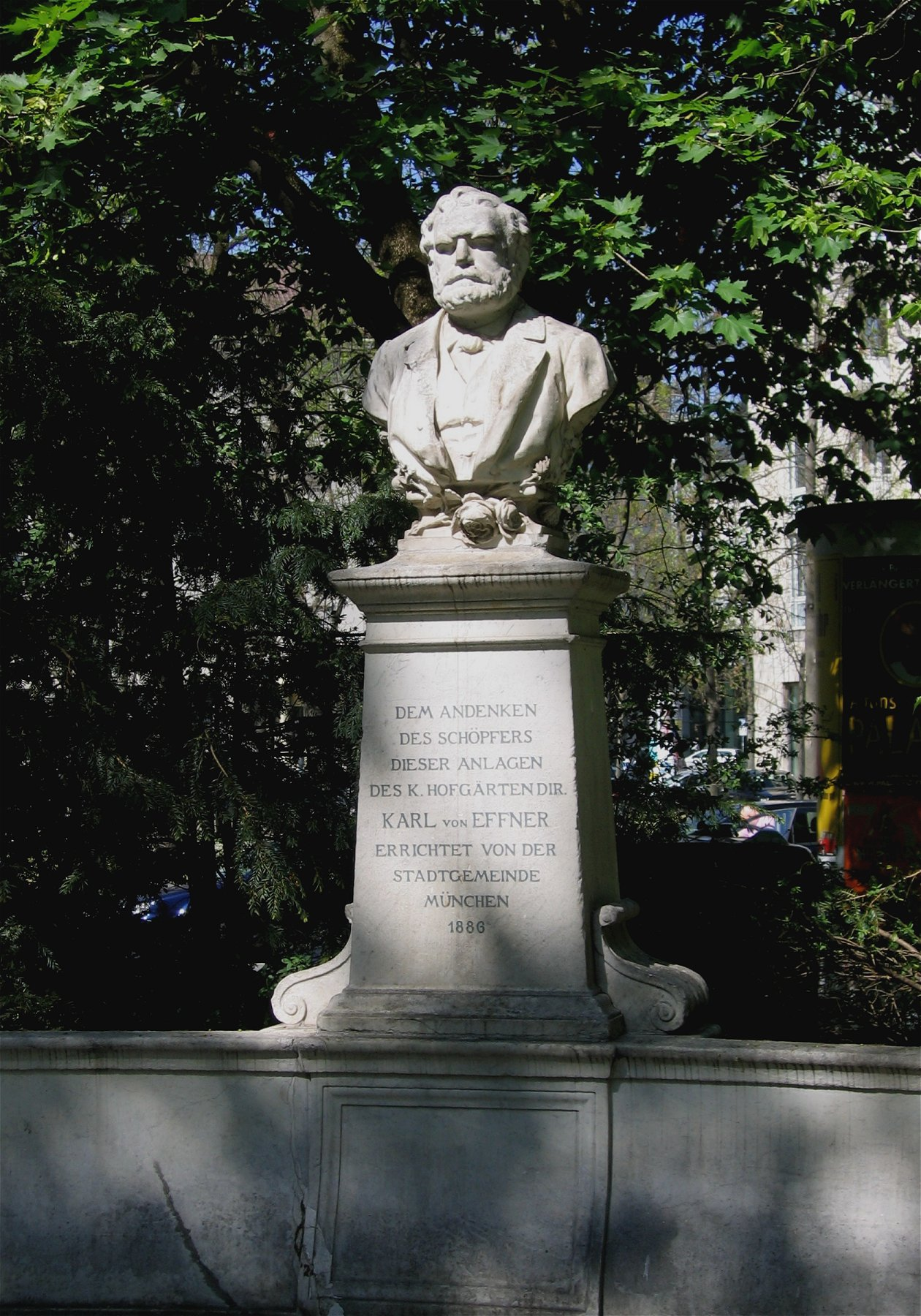
Monumento de Carl von Effner en la Maximiliansplatz en Múnich (por Wilhelm von Rümann).

Nació como Carl Effner en Múnich, hijo de Carl Effner (el viejo) (1791-1870), Jardinero de la Corte Bávara Sénior. Después de un aprendizaje como jardinero hizo varias visitas de estudio a Viena, París, Inglaterra y Sanssouci, donde también se hizo familiar con el "estilo mixto" de diseño de jardines del conocido arquitecto de paisajes prusiano Peter Joseph Lenné, involucrando la formación de áreas regulares de jardín ornamental formal dentro de zonas más amplias de jardín paisajístico abierto, que experimentaba un renacimiento a mediados del siglo XIX.
En estos viajes de estudio iba acompañado por Max Kolb, el posterior Inspector del Jardín Botánico Nymphenburg de Múnich.
En 1857 Maximiliano II lo llamó de nuevo a Múnich y a la temprana edad de 26 años lo designó Jardinero de la Corte. De 1860 a 1865 estuvo activo como representante de los Jardineros de la Corte Seniors en el personal del Obersthofmarschall. Maximiliano hizo responsable a Effner del paisajismo de las márgenes del Isar entre Haidhausen y Bogenhausen (después conocido como Maximiliansanlagen, o Jardines de Maximiliano) y para los elementos de jardinería de la Maximilianstrasse diseñada por Friedrich Bürklein.
En 1868 fue seleccionado como Jardinero Jefe de la Corte y director de todos los jardines de la corte bávara, por el Regente de Baviera Luis II.
En 1870 Luis II, en ese tiempo rey de Baviera, lo hizo Inspector Real de los Jardines de la Corte y en 1873 Director Real de los Jardines de la Corte. Ahora diseñaba los jardines de los castillos de Luis II, Herrenchiemsee (Palacio Nuevo) y Linderhof.
También diseñó numerosos jardines privados en Baviera. Algunas veces trabajaba en los primeros jardines con su padre. En 1877 fue elevado a la nobleza (como von Effner). Murió en Múnich el 22 de octubre de 1884 y está enterrado en el Alter Südfriedhof.

## Obras destacadas
- Elementos de jardinería de los planos de Peter Joseph Lenné para el parque paisajístico de Feldafing en la orilla occidental del lago de Starnberg, 1853-1863 (con su padre).
- Parque del Palacio de Bernried, Bernried am Starnberger See (ahora abierto por la Fundación de Wilhelmina-Busch-Woods), c. 1855.
- Jardines de Maximiliano en Múnich, 1856/57-1861, jardines de la Maximilianstrasse, y los Jardines de Gasteig al sur del Maximilianeum (ahora alterados para formar parte de los Jardines de Maximiliano), 1861-66.
- Restauración histórica del parque del Palacio de Schleissheim, 1865-68.
- Parque del Palacio de Dörnberg en Regensburg, 1864-67 (con su padre).
- Parque del Midgard-Haus en Tutzing (anteriormente conocido como Tutzinger Seepark, ahora el Bagnères-de-Bigarre-Park) para el escritor Maximilian Schmidt, presumiblemente 1864-1870.
- Parque balneario en Bad Reichenhall, 1868.
- Ampliación del parque del Palacio de Castell, c. 1870.
- Parque del Linderhof, 1870/72-1880.
- Terminación del jardín del Palacio de Tegernsee con un manto floral, desde 1872.
- Parque Siebentisch en Augsburgo, desde 1874.
- Parque del Neues Schloss, Herrenchiemsee, planos de 1875/76, con un remodelación inacabada posterior; completado de forma simplificada por su sucesor Jakob Möhl, en 1888.
- Parque del Palacio de Schönau, cercanías de Eggenfelden.
- Parque de Palacio de Vornbach con gruta de roca.
- Parque del Palacio de Fürstenried en Múnich (restauración histórica en estilo del siglo XVIII y también la creación de un nuevo jardín paisajístico).